# Matthijs Vermeulen

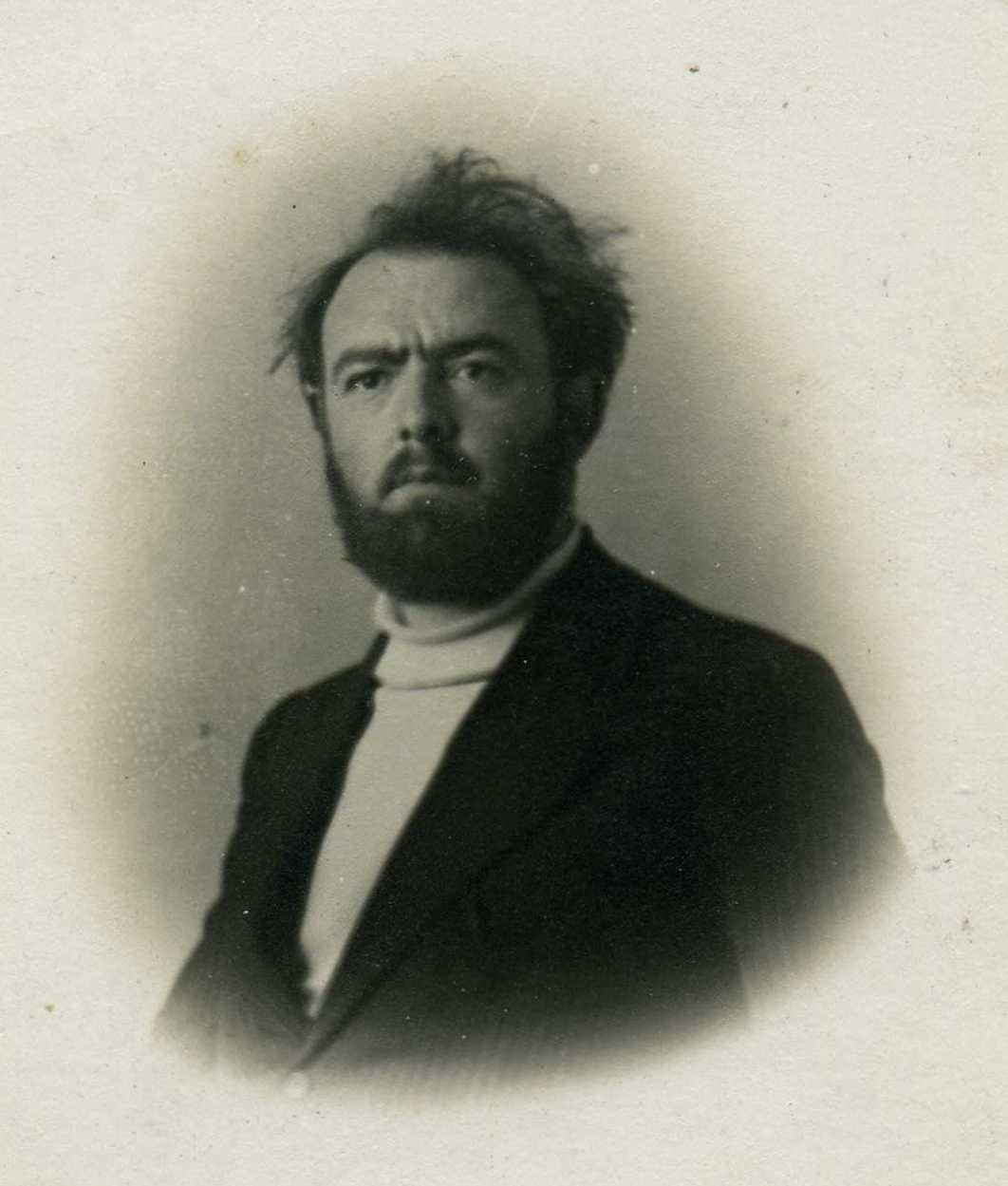
Vermeulen (1920)

Matthijs Vermeulen (* 8. Februar 1888 in Helmond; † 26. Juli 1967 in Laren; geboren als Matheas Christianus Franciscus van der Meulen) war ein niederländischer Komponist und Musikjournalist.

## Leben
Vermeulen war ältester Sohn eines Schmiedes. Er wurde Schüler von Daniel de Lange sowie Alphons Diepenbrock. Von 1909 bis 1920 arbeitete er als Musikkritiker in Amsterdam, was ihm – neben fachlicher Wertschätzung – vor allem Feindschaft eintrug, etwa diejenige des Dirigenten Willem Mengelberg. Nachdem er 1918 mit seinem Schmähruf Lang lebe Sousa! (das Publikum verstand teilweise Troelstra, den Namen eines sozialistischen Revolutionärs, und befürchtete die Revolution) bei der Aufführung der 7. Sinfonie von Cornelis Dopper durch das Concertgebouw-Orchester Aufruhr verursacht hatte, wurde Vermeulen für künftige Konzerte der Zutritt zum Konzertsaal verwehrt. Dieser Vorfall könnte auch Mitursache sein, dass Vermeulens 2. Sinfonie von 1919/20 Prélude à la nouvelle journée (von Mengelberg als unspielbar bezeichnet) bis in die 1950er Jahre auf ihre Uraufführung warten musste. Vermeulen übersiedelte für viele Jahre ins Ausland (bis 1946 lebte er in Paris), um dort seiner Tätigkeit als Komponist wie auch als Journalist weiter nachzugehen. Später zog er wieder in die Niederlande und war bis 1956 als Musikredakteur für die Wochenzeitung De Groene Amsterdammer tätig.

## Werk
Seine insgesamt 7 Sinfonien sind in höchstem Grad polymelodisch und komplex in ihrer gleichzeitigen Kombination musikalischer Linien. In dieser Hinsicht erinnert Vermeulen an Allan Pettersson, teilweise auch an Edgar Varèse oder Charles Ives. Seine 5. Sinfonie treibt diese Tendenzen zum Äußersten und erwies sich lange Zeit lediglich in den Proben und der Aufführung zur einzigen Aufnahme (durch das niederländische Label Donemus) als erfolgreich spielbar. Mittlerweile (30. Juni 1997) wurde sie von Ingo Metzmacher mit dem Niederländischen Rundfunk-Symphonieorchester auch im Rahmen eines Konzerts im Amsterdamer Concertgebouw aufgeführt.
Vermeulens Werk umfasst daneben unter anderem Lieder mit Klavier- und Orchesterbegleitung, Kammermusik einschließlich zweier Cellosonaten und einem Streichquartett, sowie Bühnenmusik zu Der fliegende Holländer (De Vliegende Hollander).

## Vollständiges Werkverzeichnis
1914 – 1. Sinfonie (Symphonia Carminum)
1917 – On ne passe pas (für Tenor und Klavier)
1917 – Les filles du roi d'Espagne (für Mezzosopran und Klavier)
1917 – The soldier (für Bariton und Klavier)
1917 – La veille (für Mezzosopran und Klavier;1932: Version mit Orchester)
1918 – Sonate pour violoncelle et piano
1920 – 2. Sinfonie (Prélude à la nouvelle journée)
1921 – 3. Sinfonie (Thrène et Péan)
1923 – Trio à cordes (Streichtrio)
1925 – Sonate pour piano et violon
1930 – De Vliegende Hollander (für Orchester)
1938 – Deuxième sonate pour piano et violoncelle
1941 – 4. Sinfonie (Les Victoires)
1941 – Trois salutations à notre dame (für Mezzosopran und Klavier)
1944 – Le balcon (für Mezzosopran oder Tenor und Klavier)
1945 – 5. Sinfonie (Les lendemains chantants)
1958 – 6. Sinfonie (Les minutes heureuses)
1959 – Prélude des origines (für Bariton und Klavier)
1961 – Quatuor à cordes (Streichquartett)
1962 – Trois chants d'amour (für Mezzosopran und Klavier)
1965 – 7. Sinfonie (Dithyrambes pour les temps à venir)

## Matthijs Vermeulenprijs
Der Matthijs Vermeulenprijs (Matthijs-Vermeulen-Preis) ist der renommierteste Preis für niederländische Komponisten. Für junge Komponisten besteht der Matthijs Vermeulen Aanmoedigingsprijs.